# Choriolaus hirsutus
Choriolaus hirsutus là một loài bọ cánh cứng trong họ Cerambycidae.